# Le Lion des Mogols
Pour plus de détails, voir Fiche technique et Distribution.
Le Lion des Mogols est un mélodrame français réalisé par Jean Epstein, sorti en 1924.

## Synopsis
Le prince Roundgito-Sing, dans un splendide royaume hindou, doit s'enfuir après avoir essayé de sauver une jeune vierge menacée par un vieux despote, le Grand Khan.
Sur un paquebot à destination de l'Europe, il rencontre une équipe de cinéma. L'actrice vedette, Lady Anna, qui parle mystérieusement sa langue, l'aide une fois à Paris à trouver du travail comme acteur dans le même film que lui.
Naïf, le prince signe sans le savoir un chèque sans provision de 50 000 francs auprès du banquier Morel, jaloux de son amitié avec l'actrice en échange d'une liasse de billets.
Entendant Anna confier au banquier qu'elle n'est pas amoureuse du prince hindou mais a pitié de lui, celui-ci désespéré se réfugie dans un cabaret et traîne dans Paris avec des compagnons de boisson. Au petit matin il revient à l'hôtel particulier de l'actrice et en chasse le banquier qui tentait de l'embrasser de force.
Un groupe de Hindous, dont le fidèle serviteur du prince, arrivent à Paris et constatent que Roundgito-Sing est devenu une vedette de cinéma.
Le prince retrouve Anna au studio de cinéma et ils s'enfuient tandis que Morel appelle la police pour arrêter l'auteur du chèque sans provision. Ils retrouvent les fugitifs à l'hôtel de Roundghito-Sing, ainsi que les Hindous. Morel blesse le prince d'un coup de revolver et le serviteur le poignarde pour l'empêcher de porter le coup fatal. 
Pour échapper à la police, Roundgito-Sing et Lady Anna se mêlent à la foule d'un bal costumé. Pendant la danse, le prince étant affaibli par sa blessure, Anna lui avoue qu'elle est une princesse de son royaume, qu'elle a fui lorsque son frère, prince héritier, a été enlevé par un usurpateur pour être assassiné.
Alors que la police retrouve le prince dans le bal, le serviteur s'interpose en expliquant que Roundgito-Sing est ce prince héritier, qu'il a lui-même sauvé autrefois. Le Grand Khan étant mort, Roundgito-Sing guéri de sa blessure repart dans son royaume pour y être sacré roi.

## Fiche technique
- Réalisation : Jean Epstein
- Scénario : Jean Epstein, d'après une idée d'Ivan Mosjoukine
- Décors : Alexandre Lochakoff
- Costumes : Boris Bilinsky
- Montage : Jean Epstein
- Société de production : Films Albatros
- Format : Noir et blanc
- Date de sortie : 24 décembre 1924

## Distribution
- Ivan Mosjoukine : le prince Roundghito-Sing, un jeune officier du palais des Mogols qui s'est aliéné le Grand Khan en soustrayant à sa convoitise l'esclave Zengali
- Nathalie Lissenko : Anna, une vedette de cinéma
- Camille Bardou : Morel, un banquier, son protecteur
- Alexiane : Zengali, une captive esclave du Grand Khan
- Louis Zellas : Kavalas
- François Viguier : le Grand Khan
- Joe Alex
- Vouthier : le metteur en scène
- Henri Prestat : le jeune premier